# 渠本翹

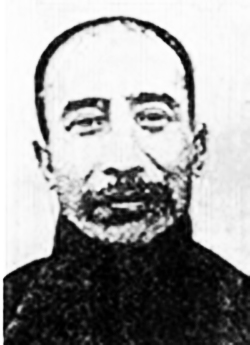

渠本翘（1862年—1919年），原名本桥，字楚南，山西祁县人。中国实业家、官员。

## 生平
渠本翘于光绪十一年（1885年）中秀才第一名。光绪十二年（1886年）赴太原参加岁试，获第一名，受山西学政赏识并接见，在接见时，山西学政将其原名“本桥”更改为“本翘”，并赠字“楚南”。光绪十四年（1888年），渠本翘中解元。光绪十八年（1892年）中进士，任内阁中书。光绪二十六年（1900年）八国联军攻入北京，慈禧太后与光绪帝逃往西安，渠本翘亦赴国难。光绪二十九年（1903年）以外务部司员派往日本横滨领事。
1904年，渠本翘充任山西大学堂监督。在山西任内，他参与废除科举、兴办学堂，并和乡绅商定，自己捐资两万多两白银，将昭余书院改办祁县中学堂（该学堂附设蒙养学堂）。光绪三十二年（1906年），出资5000两白银接办山西官办晋升火柴公司，并更名为双蝠火柴公司，公司设在太原三桥街。1906年，清政府将山西潞城、阳泉等地煤矿的开采权售予英商福公司，山西省乃在阳泉创立山西保晋矿务公司，渠本翘任总理。渠本翘筹措白银150万两，赎回了矿权。
1909年，渠本翘任三品京堂候补，后获授典礼院直学士。
辛亥革命爆发后，渠本翘任南北议和随员。不久，南北议和成功，宣统帝退位。此后他离开政界。
晚年，渠本翘勉力收藏及著述。1915年，他刊印了刘奋熙的《爱薇堂遗集》，并为其作序言及生平事略。1916年，渠本翘应榆次人常赞春的邀请，出资赞助戴廷式的《半可集》石印出版。
1919年，渠本翘在朋友举行的宴会中突然逝世。